# Fierce Five

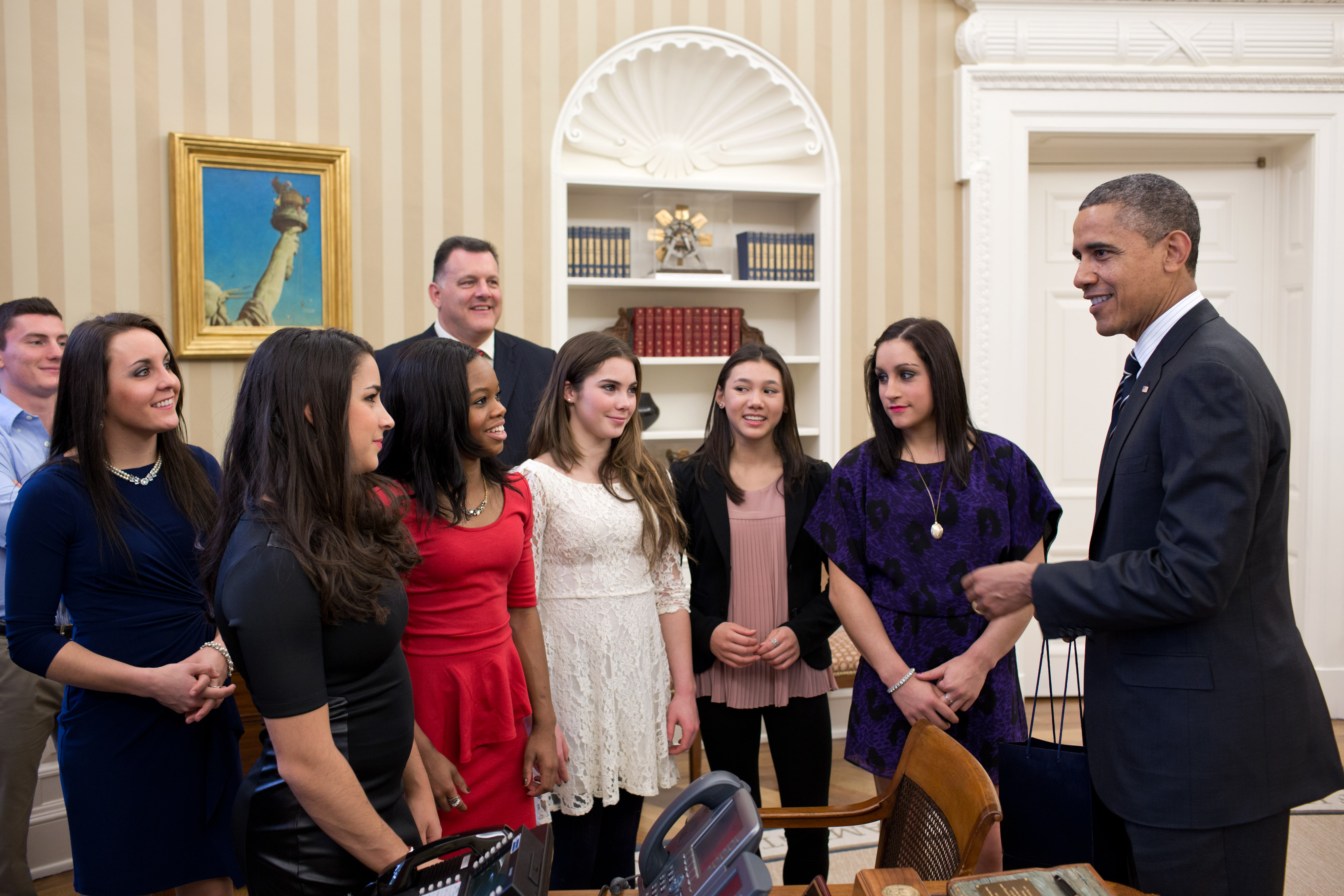
Barack Obama com membros da equipes de ginástica olímpica dos EUA, 2012

Fierce Five (em português: “Quinteto Feroz”) foi a alcunha dada a equipe estadunidense de ginástica artística que competiu nos Jogos Olímpicos de Londres-2012. O  grupo  ganhou  3  ouros,  uma  prata  e  um  bronze, e tornaram-se a segunda equipe feminina estadunidense a ganhar o ouro por equipes.
O quinteto, formado pelas ginastas McKayla Maroney, Kyla Ross, Alexandra Raisman, Gabrielle Douglas e Jordyn Wieber, foi indicado ao ESPY Awards de 2013 como "melhor equipe", e entrou para o USA Gymnastics Hall of Fame (como equipe) em Agosto de 2013.

## Aparições na Mídia
O quinteto foi o destaque da capa da revista Sports Illustrated, sendo a primeira vez desde 1996 que ginastas apareceram na capa da revista.
Além disso, elas apareceram em vários programas de TV, como The Today Show e Late Show with David Letterman, e também na MTV Video Music Awards 2012